# Das Kriminalmuseum: Der Fahrplan
Der Fahrplan ist der 11. Fernsehfilm der Krimireihe Das Kriminalmuseum. Die deutsche Erstausstrahlung erfolgte am 10. September 1964 im ZDF.

## Inhalt
Der Bauunternehmer Herbert Forster will seine Frau ermorden lassen. Sie haben eine gemeinsame Wohnung in Düsseldorf. Seine Firma ist in München, wo er unter der Woche ist. Nur an den Wochenenden ist er in Düsseldorf bei seiner Frau. Sein Fahrplan für den Auftragsmörder sieht wie folgt aus: Während Frau Forster ihren Mann am Sonntagabend des 7. September zum Zug von Düsseldorf nach München (Abfahrt 23:05 Uhr) bringt, soll sich der Auftragsmörder, der um 17:00 Uhr mit dem Zug von München nach Düsseldorf (Ankunft 22:10 Uhr in Düsseldorf) gefahren ist, vom Düsseldorfer Hauptbahnhof mit einem Taxi zur Narzissenstr. 42 bringen lassen, um von dort in die Holbeinstraße zu gehen, wo sich die Wohnung der Forsters befindet. Dort soll er mit Forsters Schlüssel in die Wohnung eindringen, sich verstecken, bis Frau Forster vom Bahnhof zurückkehrt, diese dann ermorden. Er muss vor Frau Forsters Ankunft in der Wohnung sein, weil sie stets von innen die Türkette vorlegt, wenn sie allein ist. Nach dem Mord soll der Täter eine Schatulle mit Schmuck und Bargeld an sich nehmen und umgehend mit dem Zug um 00:11 Uhr nach München (Ankunft Montag früh um 07:30 Uhr) zurückfahren und dann dort die Schlüssel in den Briefkasten von Forsters Büro einwerfen.
Dieser Plan schlägt jedoch fehl, da Frau Forster noch vor dem Auftragsmörder in ihre Wohnung zurückkehrt und dieser nicht in die Wohnung gelangt, da die Sperrkette von innen vorgelegt ist. Frau Forster ist völlig verängstigt und ruft am nächsten Tag ihren Mann im Büro an, dass sie zu ihrem Bruder ziehen will. Davon kann Herr Forster sie jedoch abbringen und es werden nur die Schlösser ausgetauscht mit zwei neuen Schlüsseln, die beide im Besitz von Frau Forster sind.
Am darauffolgenden Donnerstagmorgen, den 11. September jedoch wird der Putzfrau von Frau Forster nicht geöffnet und nachdem der Nachbar über den Balkon in die Wohnung von Frau Forster gelangt, wird ihre Leiche entdeckt. Der Düsseldorfer Kriminalkommissar Hager kommt zum Tatort und nach und nach wird ihm klar, dass der Ehemann der Getöteten mit Hilfe eines Auftragsmörders seine Frau beseitigt hat. Sogar mehrere Motive treten zutage: die Forsters hatten sich auseinandergelebt, Herr Forster hat seit zwei Jahren eine Geliebte, dazu kommen finanzielle Probleme in der Firma, die auf einen Schlag durch die Auszahlung einer Lebensversicherung gelöst werden könnten. Da Forster selbst ein felsenfestes Alibi hat, kann Kriminalkommissar Hager nur über den Killer an Forster herankommen. Kriminalkommissar Hager begibt sich nach München, da er davon ausgeht, dass Forster nur dort seinen Auftragskiller gedungen haben kann.
Kriminalkommissar Hager gelingt es nach und nach den Tathergang zu rekonstruieren: Forster traf sich am Tattag nachmittags in München im Balan-Garten mit seiner Geliebten Zenta. „Zufällig“ kommt auch ihr Bruder mit seiner kleinen Tochter Monika dorthin. Dort arbeitet auch der von Forster gedungene Auftragskiller Ivo Nemec als Bierkellner, was aber Kriminalkommissar Hager zu diesem Zeitpunkt noch nicht weiß. Anscheinend hat Forster alles so arrangiert, dass er den Killer, der um 16:30 Uhr Feierabend hat, vom Balan-Garten aus direkt zum Hauptbahnhof München bringen konnte, damit der Killer dort den Zug nach Düsseldorf um 17 Uhr erreicht, um dann dort seinen Mordauftrag auszuführen. Des Weiteren findet der Kommissar mit Hilfe des ahnungslosen Prokuristen Borda heraus, dass Forster später am Abend zwei Telefonate geführt hat: eines gegen 21 Uhr, um seiner Frau einen Boten aus München anzukündigen, der ihr sensible Steuerunterlagen, die vor den Finanzbehörden versteckt werden sollen, übergeben soll. Dieser Bote, dem Frau Forster dann die Tür geöffnet hat, ist jedoch niemand anderes als ihr Mörder; das zweite Telefonat war der verabredete Anruf des Mörders kurz nach seiner Ankunft mit dem Zug in Düsseldorf, mit dem dieser sicher vergewissern will, dass Frau Forster den Braten geschluckt hat und Forster, um dem Killer das Startkommando zu geben („Hals- und Beinbruch“).
Trotz dieser minutiösen Rekonstruktion des Verbrechens bleibt der Mörder immer noch unbekannt. Kriminalkommissar Hager konfrontiert Forster direkt mit seiner Überzeugung, dass er ihn für den Auftraggeber des Mordes halte, ihm aber zur Zeit nichts nachweisen könne und kündigt an, nach Düsseldorf zurückkehren zu wollen. Da er nicht weiß, wann der nächste Zug fährt, ist Forster behilflich und gibt dem Kommissar seinen Fahrplan, mit dem er auch den Mord geplant hat. Gerade als der Kommissar mit seinem Kriminalassistenten Buttke in den Zug einsteigen will, erfährt er von diesem, dass die Frau des Bruders der Geliebten eventuell etwas wissen könnte, weil sie den arroganten Forster nicht mag, der einen schlechten Einfluss auf ihren Mann hat. Kommissar hält diese Information für so wichtig, dass er wieder aus dem Zug aussteigt und schließlich über die kleine Tochter Monika der Frau des Bruders erfährt, dass Onkel Herbert (also Forster) den Mörder zum Bahnhof in München gebracht hat vom Balan-Garten aus. Außerdem fällt dem Kommissar auf, dass etwas auf dem Fahrplan, den Forster ihm gab, gekritzelt ist: als der Auftragsmörder sich die Adresse „Narcissenstraße 42“ auf eine Serviette aufschrieb, hat sich der Text auf den Fahrplan durchgedrückt. Kommissar Hager lässt daraufhin alle, die irgendetwas mit dem Balan-Garten zu tun haben und Ausländer sind, antanzen und findet so anhand von Schriftproben und anhand der Zeugenaussage des Düsseldorfer Taxifahrers den wahren Mörder. Dieser gibt zu, dass ihn Forster in der Hand hat: Ivo Jovenka – so sein richtiger Name – ist in seiner Heimat zu 15 Jahren Zuchthaus verurteilt und lebte hier unter falschem Namen. Forster wusste das und zwang Ivo zu der Mordtat.